# Santa Rosa (Córdoba)
Santa Rosa es un barrio de la ciudad de Córdoba (España), perteneciente al distrito Norte-Sierra. Está situado en zona sur del distrito. Limita al norte con el barrio de Cámping; al este, con el barrio de Valdeolleros; al sur, con el barrio de Campo de la Merced-Molinos Alta; y al oeste, con el barrio Huerta de San Rafael.